# Petra Manor
Petra Manor ist eine Villa in der kalifornischen Stadt Malibu. Sie liegt in der Gated Community Serra Retreat. Der Name des Hauses leitet sich vom griechischen Wort petra (= Felsen) ab und weist auf den Naturstein hin, aus dem es errichtet wurde.
Das Haus wurde 2015 von dem Schauspieler David Charvet und seiner damaligen Ehefrau Brooke Burke auf einem Stück Land errichtet, das das Paar ursprünglich für Mel Gibson erworben hatte. 2018 bewohnte die Kosmetikunternehmerin Kylie Jenner das Haus für etwa zwei Wochen.
Im Frühjahr 2020 erwarben Prinz Harry, Herzog von Sussex, und seine Ehefrau Meghan nach ihrem Rücktritt als hochrangige Mitglieder der Königsfamilie das Anwesen als neuen Wohnsitz.
Das Haus verfügt über 10 Schlafzimmer und acht Badezimmer.